# Norbert Bachl
Norbert Bachl (* 21. Mai 1947) ist ein österreichischer Sportmediziner und Hochschullehrer.

## Leben
Im Dezember 1981 wurde Bachl die Lehrberechtigung im Fach Sport- und Leistungsphysiologie verliehen. Bei den Olympischen Sommerspielen 1984 und 1988 betreute er Mitglieder der österreichischen Olympiaauswahl sportärztlich. Bachl war ab Mai 1989 am Institut für Sportwissenschaft der Universität Wien außerordentlicher Professor für Sport- und Leistungsphysiologie und ab Dezember 1989 Honorarprofessor für Sport- und Leistungsphysiologie an der medizinischen Fakultät derselben Hochschule.
Im Oktober 1991 wurde Bachl an der Universität Wien ordentlicher Professor für Sport- und Leistungsphysiologie, ab Oktober 1994 gehörte er an der Hochschule dem Vorstand des Instituts für Sportwissenschaften an. Das Amt des Dekans der Grund- und Integrativwissenschaftlichen Fakultät übte Bachl zwischen Juni 1994 und Dezember 1999 aus. Im Oktober 2015 schied er aus dem Hochschuldienst. Er war anschließend unter anderem als medizinischer Berater von Unternehmen aus dem Sportbereich tätig.
Bachl hatte von 1994 bis 1998 das Amt des Vorsitzenden der Österreichischen Gesellschaft für Sportmedizin inne und wurde hernach zu deren Ehrenpräsidenten ernannt. Dem Österreichischen Institut für Sportmedizin diente er von 1995 bis 2020 als Direktor. Herausgeber des Österreichischen Journals für Sportmedizin war er von 1995 bis 2016. Von 2008 bis 2012 war Bachl im Rechtsausschuss der Nationalen Anti-Doping Agentur Österreichs vertreten, Mitglied der Medizinischen Kommission des Österreichischen Olympischen Comités war er zwischen 2011 und 2020. Teils gleichzeitig leitete er von 2015 bis 2020 das Olympiazentrum Wien. Im Zeitraum 1994 bis 2019 saß Bachl im wissenschaftlichen Ausschuss des Bundesministeriums für Landesverteidigung.
Er brachte sich des Weiteren auf internationaler Ebene in sportmedizinische Vereinigungen ein: Beim internationalen Verband für Sportmedizin FIMS war er von 1998 bis 2006 Mitglied des Exekutivkomitees sowie von 2000 bis 2004 des Wissenschaftsausschusses. Als stellvertretender FIMS-Vorsitzender fungierte Bachl im Zeitraum 2006 bis 2014 und wurde hernach Generalsekretär. Der Europäischen Gesellschaft für Sportmedizin (EFSMA) saß er zwischen 1997 und 2009 als Präsident vor, 2013 wurde er zum EFSMA-Ehrenvorsitzenden ernannt. Im Jänner 2015 fand er Aufnahme in das Exekutivkomitee der Welt-Anti-Doping-Agentur WADA. Die Europäische Kommission beriet er 2007 und 2008 in Bewegungs- und Gesundheitsfragen, im Fachbereich Sport- und Bewegungswissenschaft der Universität Rom war Bachl von 2008 bis 2016 im Evaluationskomitee vertreten. 2011 erhielt er die Ehrendoktorwürde der Aristoteles-Universität Thessaloniki. Im Jänner 2016 wurde er in den wissenschaftlichen Beirat der Universität Rom aufgenommen.
Zu den Schwerpunkten seiner wissenschaftlichen Arbeit zählen insbesondere die Bereiche Sport und Alter, Sport- und Leistungsphysiologie, Doping, Aspekte des Trainings, Weltraummedizin und Leistungsdiagnostik.